# Hot Rats
Hot Rats este al doilea album solo al lui Frank Zappa. A fost lansat în octombrie 1969. Cinci din cele șase cântece de pe album sunt instrumentale (cântecul "Willie the Pimp" conține un scurt pasaj vocal din partea lui Captain Beefheart). Discul constituie prima înregistrare a lui Zappa după destrămarea trupei The Mothers of Invention. Zappa a descris albumul ca fiind "un film pentru urechi".
Deoarece Hot Rats se concentrează pe compoziții de jazz instrumental cu solouri lungi, muzica sună foarte diferit de precedentele albume Zappa (pe care se găseau interpretări vocale satirice și fragmente de "Musique concrete"). Multi-instrumentalistul Ian Underwood este singurul membru din Mothers care apare pe album fiind principalul colaborator muzical pe acest material. Alți muzicieni de pe album sunt Shuggie Otis la bas, baterișii Aynsley Dunbar și John Guerin și Don "Sugarcane" Harris și Jean-Luc Ponty la vioară electrică.
În revistele Q și Mojo Classic Special Edition Pink Floyd & The Story of Prog Rock, albumul a fost clasat pe locul 13 în lista celor mai bune "40 de albume de rock cosmic".

## Tracklist
1. "Peaches en Regalia" (3:38)
2. "Willie the Pimp" (9:25)
3. "Son of Mr. Green Genes" (8:58)
4. "Little Umbrellas" (3:09)
5. "The Gumbo Variations" (12:55)
6. "It Must Be a Camel" (5:15)

- Toate cântecele au fost scrise de Frank Zappa.

## Single
- "Peaches en Regalia" (1970)